# العلاقات الكونغوية اللوكسمبورغية
العلاقات الكونغولية اللوكسمبورغية هي العلاقات الثنائية التي تجمع بين جمهورية الكونغو ولوكسمبورغ.

## مقارنة بين البلدين
هذه مقارنة عامة ومرجعية للدولتين:
| وجه المقارنة                                              | [[تصنيف:صفحات تستخدم رمز علم غير موجود\|]] جمهورية الكونغو | لوكسمبورغ                                                     |
| --------------------------------------------------------- | ---------------------------------------------------------- | ------------------------------------------------------------- |
| المساحة (كم2)                                             | 342.00 ألف                                                 | 2.59 ألف                                                      |
| عدد السكان (نسمة)                                         | 5.26 مليون                                                 | 599.45 ألف                                                    |
| الكثافة السكانية (ن./كم²)                                 | 15.38                                                      | 231.45                                                        |
| العاصمة                                                   | برازافيل                                                   | لوكسمبورغ                                                     |
| اللغة الرسمية                                             | لغة فرنسية                                                 | اللغة اللوكسمبورغية، لغة فرنسية، اللغة الألمانية              |
| العملة                                                    | فرنك وسط أفريقي                                            | يورو، فرنك لوكسمبورغ                                          |
| الناتج المحلي الإجمالي (بليون دولار)                      | 8.72 مليار                                                 | 62.40 مليار                                                   |
| الناتج المحلي الإجمالي (تعادل القوة الشرائية) بليون دولار | 29.48 مليار                                                | 58.13 مليار                                                   |
| الناتج المحلي الإجمالي الاسمي للفرد دولار أمريكي          | 1.85 ألف                                                   | 101.45 ألف                                                    |
| الناتج المحلي الإجمالي للفرد دولار أمريكي                 |                                                            | 101.93 ألف                                                    |
| مؤشر التنمية البشرية                                      | 0.591                                                      | 0.892                                                         |
| رمز المكالمات الدولي                                      | +242                                                       | +352                                                          |
| رمز الإنترنت                                              | .cg                                                        | .lu                                                           |
| المنطقة الزمنية                                           | ت ع م+01:00                                                | توقيت وسط أوروبا، ت ع م+01:00، ت ع م+02:00، أوروبا/لوكسمبورج ‏ |

## منظمات دولية مشتركة
يشترك البلدان في عضوية مجموعة من المنظمات الدولية، منها:
| علم المنظمة | اسم المنظمة                               | تاريخ انضمام جمهورية الكونغو | تاريخ انضمام لوكسمبورغ |
| ----------- | ----------------------------------------- | ---------------------------- | ---------------------- |
|             | البنك الدولي للإنشاء والتعمير             | 10 يوليو 1963                | 27 ديسمبر 1945         |
|             | يونسكو                                    | 24 أكتوبر 1960               | 27 أكتوبر 1947         |
|             | منظمة التجارة العالمية                    | ?                            | ?                      |
|             | وكالة ضمان الاستثمار متعدد الأطراف        | 16 أكتوبر 1991               | 29 أغسطس 1991          |
|             | البنك الإفريقي للتنمية                    | ?                            | ?                      |
|             | منظمة الشرطة الجنائية الدولية             | ?                            | ?                      |
|             | مؤسسة التمويل الدولية                     | 1 أكتوبر 1980                | 4 أكتوبر 1956          |
|             | الأمم المتحدة                             | 20 سبتمبر 1960               | 24 أكتوبر 1945         |
|             | مؤسسة التنمية الدولية                     | 8 نوفمبر 1963                | 4 يونيو 1964           |
|             | الفريق المعني برصد الأرض                  | ?                            | ?                      |
|             | منظمة حظر الأسلحة الكيميائية              | ?                            | ?                      |
|             | المركز الدولي لتسوية المنازعات الاستشارية | 14 أكتوبر 1966               | 29 أغسطس 1970          |

## وصلات خارجية
- موقع وزارة الخارجية اللوكسمبورغية